# Asperpunctatus nigrus
Asperpunctatus nigrus là một loài tò vò trong họ Ichneumonidae.